# Jugoslawische Eishockeyliga 1940/41
Die Saison 1940/41 war die fünfte Spielzeit der jugoslawischen Eishockeyliga, der höchsten jugoslawischen Eishockeyspielklasse. Meister wurde zum insgesamt fünften Mal in der Vereinsgeschichte der SK Ilirija Ljubljana.

## Hauptrunde

### Tabelle
|    | Klub                 |
| -- | -------------------- |
| 1. | SK Ilirija Ljubljana |
| 2. | ŠD Varaždin          |
| 3. | SK Palić             |